# 十五面體
在幾何學中，十五面體是指具有15個面的多面體。在十五面體當中沒有任何一個形狀是正多面體，換言之即正十五面體並不存在，十五面體亦無法填充空間，換言之即空間填充十五面體並不存在:88。雖然正十五面體不存在，但仍有存在一些等面或等角的十五面體，亦有一些十五面體皆由正多邊形組成，例如十三角柱和雙五角錐柱。
在化學中，有些原子簇呈十五面體。計算表明，有一種十五面體的晶胞在晶體中是穩定的。
此外，有一種帳篷的結構是設計為等十五面體。然而這個十五面體不包含底面，若計入底面，該立體應為十六面體。

## 凸十五面體
所有十五面體中一共有23,833,988,129個拓撲不同構的凸十五面體，不包括鏡像，並且至少需要包含10個頂點（如果兩個多面體具有本質上不同的面排列、邊與頂點的相接方式，則它們是“拓撲不同構”，因為如果兩個立體間有不同的面排列、邊與頂點的相接方式，則就無法僅透過改變邊的長度或邊或面之間的角度來將一個多面體形變成另一個）。

## 常見的十五面體

### 十三角柱

正十三角柱

十三角柱是一種底面為十三邊形的柱體，是十五面體的一種，其由15個面、26個頂點和39個邊組成。正十三角柱代表每個面都是正多邊形的十三角柱，其每個頂點都是2個正方形和1個十三邊形的公共頂點，頂點圖以{\displaystyle 4{.}4{.}13}表示，在施萊夫利符號中可以利用{13}×{} 或 t{2, 13}來表示；在考克斯特—迪肯符号中可以利用來表示；在威佐夫符號中可以利用2 13 | 2來表示；在康威多面體表示法中可以利用P13來表示。若一個正十三角柱底邊的邊長為{\displaystyle s}、高為{\displaystyle h}，則其體積{\displaystyle V}和表面積{\displaystyle S}為：
{\displaystyle V={\frac {13hs^{2}\cot {\frac {\pi }{13}}}{4}}\approx 13.1858hs^{2}}
{\displaystyle S=13s\left(h+{\frac {1}{2}}s\cot {\frac {\pi }{13}}\right)\approx 13s\left(h+2.02858s\right)}

### 十四角錐

十四角錐

十四角錐是一種底面為十四邊形的錐體，是十五面體的一種，其具有15個面、28條邊和15個頂點，其對偶多面體是自己本身。正十四角錐是一種底面為正十四邊形的十四角錐。若一個正十四角錐底邊的邊長為{\displaystyle s}、高為{\displaystyle h}，則其體積{\displaystyle V}和表面積{\displaystyle S}為：
{\displaystyle V={\frac {7hs^{2}\cot {\frac {\pi }{14}}}{6}}\approx 5.1115hs^{2}}
{\displaystyle S={\frac {7s\left({\sqrt {4h^{2}+s^{2}\cot ^{2}{\frac {\pi }{14}}}}+s\cot {\frac {\pi }{14}}\right)}{2}}\approx 3.5s\left({\sqrt {4h^{2}+19.1957s^{2}}}+4.38129s\right)}

### 詹森多面體
在詹森多面體中只有一種具有十五個面，其為雙五角錐柱。
| 雙五角錐柱 |

### 詹森多面體對偶
部分詹森多面體具有15個頂點，因此其對偶多面體為十五面體，這些立體有正五角帳塔的對偶、正三角帳塔柱的對偶、三側錐六角柱的對偶、側帳塔截角四面體的對偶等多面體。
| 正五角帳塔                    | 三角帳塔柱                    | 正三角帳塔反角柱                    |
| 正五角帳塔的對偶 （十五面體） | 三角帳塔柱的對偶 （十五面體） | 正三角帳塔反角柱的對偶 （十五面體） |

### 十五面體列表
| 名稱                   | 種類                | 圖像 | 符號                | 頂點 | 邊 | 面 | χ | 面的種類                    | 對稱性                       | 展開圖 |
| ---------------------- | ------------------- | ---- | ------------------- | ---- | -- | -- | - | --------------------------- | ---------------------------- | ------ |
| 十三角柱               | 稜柱體              |      | t{2,13} · {13}x{} · | 26   | 39 | 15 | 2 | 2個十三邊形 13個矩形        | D13h, [13,2], (*13 2 2)      |        |
| 十四角錐               | 稜錐體              |      | ( )∨{14}            | 15   | 28 | 15 | 2 | 1個十四邊形 14個三角形      | C14v, [14], (*14 14)         |        |
| 七角錐柱               | 角錐柱              |      |                     | 15   | 28 | 15 | 2 | 7個三角形 7個矩形 1個七邊形 | D7h, [7,2], (*227), order 28 |        |
| 七角錐台錐             | 截角雙錐            |      |                     | 15   | 28 | 15 | 2 | 7個三角形 7個梯形 1個七邊形 | D7h, [7,2], (*227), order 28 |        |
| 雙五角錐柱             | 雙角錐柱 詹森多面體 |      |                     | 12   | 25 | 15 | 2 | 10個三角形 5個正方形        | D5h, [5,2], (*225)           |        |
| 正五角帳塔的對偶       | 詹森多面體的對偶    |      |                     | 12   | 25 | 15 | 2 | 10個三角形 5個鷂形          | D5h, [5,2], (*225)           |        |
| 三角帳塔柱的對偶       | 詹森多面體的對偶    |      |                     | 14   | 27 | 15 | 2 | 6個等腰三角形 9個四邊形     | C3v                          |        |
| 正三角帳塔反角柱的對偶 | 詹森多面體的對偶    |      |                     | 16   | 33 | 15 | 2 | 6個五邊形 3個四邊形 6個鷂形 | C3v                          |        |